# Siriki (Basse-Kotto)
Siriki est une commune rurale de la préfecture de Basse-Kotto, en République centrafricaine. Mingala, chef-lieu de sous-préfecture est la principale localité de la commune.

## Géographie
La commune est située au nord-est de la préfecture de Basse-Kotto et s’étend sur la rive droite de la rivière Kotto.
|          | Kotto  | Bakouma |
| Kotto    | Siriki | Gambo   |
| Guiligui | Kembé  |         |

## Villages
La commune compte 49 villages en zone rurale recensés en 2003 : Arabe, Atakossi, Bada, Badama, Banda 2, Banda 3, Banda 4, Bangato, Bango 4, Bodo, Bokoto, Cotoubangui 1, Cotoubangui 2, Deka, Deka-Goala, Dekoro, Gbada Touya, Gbama, Gbana, Gbebado, Gbounda 1, Gbounda 2, Gbounda 3, Gofo, Goropada, Gouala, Kogbi, Kolodjo, Koumbala, Kouno, Kpanga 2, Kpanga 3, Lewa, Ligui, Mbele, Mbengou, Mbengou 2, Mbengou 3, Ngalia 1, Ngalia 2, Ngalia 3, Ngama 2, Ngassa 1, Ngassa 3, Nguendere 1, Nguendere (2, 3), Obalo 1, Obalo 2, Sinda.

## Éducation
La commune compte 5 écoles : Déka, Ngama-Bis-Sango, Yapa-Togo, Gofo et Adikou.